# بن ليدرمان
بين ليدرمان (بالإنجليزية: Ben Lederman) هو لاعب كرة قدم أمريكي في مركز الوسط، ولد في 8 مايو 2000 في لوس أنجلوس في الولايات المتحدة.

## وصلات خارجية
- بن ليدرمان على موقع الاتحاد الأوربي (الإنجليزية)
- بن ليدرمان على موقع قاعدة بيانات كرة القدم.إي يو (الإنجليزية)
- بن ليدرمان على موقع Soccerway.com (الإنجليزية)